# أنكي (شركة)
أنكي Anki كانت شركة ناشئة للروبوتات والذكاء الاصطناعي  وضعت تكنولوجيا الروبوتات في منتجات للأطفال، وقامت ببرمجة الأشياء المادية لتكون ذكية وقابلة للتكيف في العالم المادي،  وتهدف إلى حل مشاكل تحديد المواقع والتفكير والتنفيذ في الذكاء الاصطناعي والروبوتات.
كشفت الشركة لأول مرة عن منتجها الأول (أنكي درايف) أثناء الكلمة الرئيسية في مؤتمر آبل العالمي للمطورين 2013. يعمل مارك أندريسن وداني ريمر في مجلس إدارة الشركة، بالإضافة إلى المؤسسين الثلاثة.
تلقت الشركة 50 مليون دولار في الجولات التمويلية (السلسلة أ و ب) من كل من أندريسن هورويتز (Andreessen Horowitz) وإندكس فنتشرز (Index Ventures) وتو سيجما (Two Sigma). في سبتمبر 2014 ، أعلنت أنكي أنها جمعت 55 مليون دولار أخرى في تمويل السلسلة ج بقيادة جيه بي مورغن JP Morgan. في يونيو 2016 ، أعلنت الشركة عن جولتها التمويلية الأخيرة، والتي بلغت 52.5 مليون دولار ، بقيادة أيضًا جيه بي مورغان. بلغ إجمالي التمويل 182.5 مليون دولار.
أفلست الشركة في أبريل 2019 وأغلقت في الشهر التالي.
في ديسمبر 2019 ، تم شراء أصول أنكي ، بما فيها أوفر درايف و كوزمو و فيكتور بواسطة ديجتل دريمز لابز (Digital Dream Labs).

## التاريخ
أسس كل من بوريس سوفمان Boris Sofman و مارك بالاتوتشي Mark Palatucci و هانس تابينر Hanns Tappeiner شركة أنكي رسميًا في عام 2010، وكان مقرها الرئيسي في سان فرانسيسكو . كما كان لها مواقع في أوروبا.

## منتجات

### أنكي درايف وأنكي أوفر درايف
تم إصدار منتج أنكي الأول (أنكي درايف Anki Drive) ، في متاجر آبل في الولايات المتحدة وكندا، على موقع Apple.com وموقع Anki.com بداية من من 23 أكتوبر 2013 بسعر 149.99 دولارًا ، مع سيارات إضافية متاحة مقابل 49.99 دولارًا ومسارات التوسع مقابل 69.99 دولارًا  أنكي درايف هي لعبة سباق تجمع بين تطبيق iOS يسمى "Anki Drive" ، مع لعبة سيارات سباق حقيقية. تم تجهيز كل سيارة بأجهزة استشعار بصرية ورقائق لاسلكية ومحركات وبرامج ذكاء اصطناعي.
أنكي أوفر درايف Anki OVERDRIVE هو إصدار مطور من أنكي درايف مع سيارات مختلفة ومسارات مقسمة، تم إصداره في سبتمبر 2015.

### كوزمو
في أكتوبر 2016 ، أطلقت أنكي روبوت كوزمو Anki Cozmo في الولايات المتحدة وهو روبوت أبعاده حوالي 4 بوصات في 3 بوصات، يغلب عليه اللون الأبيض بتفاصيل حمراء ورمادية في نهاية ذراعه الآلي ولديه ضوء على الجزء العلوي من جسمه مع حدود رمادية تلمع بألوان مختلفة. تم إصدار نسخة للهواة (collector's edition) في عام 2017 بتصميم مطلي بالكروم الرمادي المعدني "Liquid Metal". تم أيضا إطلاق إصدار محدود باللون الأزرق النجمي والأبيض والرمادي في عام 2018.
يأتي كوزمو مزودًا بثلاثة مكعبات مضيئة يتواصل معها من أجل ممارسة الألعاب ويمكنه تحريك المكعبات ورفعها وتدويرها باستقلالية.

### فيكتور
في سبتمبر 2018 أطلق روبوت أنكي فيكتور Anki Vector وهذه المرة تم تصميمه ليكون أكثر فائدة، بدلاً من أن يكون مجرد لعبة. فيكتور هو تقريبًا بنفس حجم كوزمو وتصميمه وشكله متشابهان في الأساس ، باستثناء أن فيكتور يغلب عليه أسود مع تفاصيل رمادية وحافة ذهبية حول الضوء في الأعلى، والتي تضيء باللون الأخضر بشكل افتراضي، والأزرق عند انتظار أمر صوتي ، باللون الأحمر عند كتم الصوت، والأبيض عند التفكير، والوميض البرتقالي ببطء عند مواجهة صعوبات اتصال بشبكة الواي فاي. يستخدم فيكتور مجموعة من 4 ميكروفونات لاكتشاف مكانك بالضبط ولوحة لمس ذهبية حيث يمكن ملاعبته، كما أن لديه تكنولوجيا التعرف على الوجوه ويمكنه الاستجابة للأوامر الصوتية. وهو أيضا متصل بالسحابة ويقوم بتحديث نفسه تلقائيًا. ظهر أول تحديث رئيسي له في 17 ديسمبر 2018 والذي سمح للروبوت بالاتصال بـ أمازون أليكسا.